# Čennaí
Čennaí, jehož standardizované české exonymum je Čenaj, (tamilsky சென்னை, čennaj) je hlavní město indického státu Tamilnádu. Do roku 1996 se oficiálně jako název města používal Madrás. S přibližně 6,60 milionu obyvatel je to páté největší město v Indii. Leží na jihovýchodě Indie na pobřeží Bengálského zálivu.
Město založili v 17. století Britové, kteří vybudovali dnešní centrum města a přístav. Ve 20. století se stalo významným správním centrem a sídlem Madráské provincie, dnešního Tamilnádu.
Čennaí má širokou průmyslovou základnu, je centrem výroby automobilů, bývá nazývané Detroit jižní Asie. Je také druhým největším indickým exportérem softwaru, informačních technologií a informačně technologických služeb.
Patnáct kilometrů jihozápadně od centra leží mezinárodní letiště Čennaí, čtvrté nejrušnější letiště celé Indie.

## Historie
První osídlení zde bylo už ve starověku cca 2–3 tisíce let př. n. l. Po mnoho staletí sloužilo Čennaí jako kulturní, administrativní a obchodní centrum celého blízkého okolí města. V 1. století měl být na Hoře svatého Tomáše (nazývané také Parangimalai) pohřben apoštol svatý Tomáš, jehož relikvie jsou uchovávány tam i v nedávno postavené katedrále ve městě. Od 1. do 12. století bylo město pod vládou jihoindické tamilské dynastie Čólů. Velkého rozkvětu se město dočkalo za vlády krále Mahendrávármana I. na začátku 7. století n. l. Období mezi 12. a 13. století bylo dobou zmatků a nestability. Od 14. do 17. století město spadalo pod Vidžajanagarskou říši a prvními kontakty se středověkou Evropou. Prvními byli Portugalci, kteří sem přišli v roce 1522 a založili zde přístav São Tomé (dnešní Čennaí). Do okolí města se usadili také Nizozemci, Francouzi a Britové. Od tehdejšího vidžajanagarského císaře Venkaty III. získali zástupci britské Východoindické společnosti povolení na usazení a začali zde budovat první továrny.
V roce 1746 bylo město Madrás a pevnost St. George dobyta francouzským generálem La Bourdonnais, který dal vydrancovat město a okolní vesnice. Po třech letech, tedy v roce 1749, získali nad městem opět Britové kontrolu a posílili městské opevnění. Několikrát bylo město ohroženo loďstvem Maisúrského království. Během 19. století se město velmi rozrostlo a stalo se námořní a vojenskou centrálou Britského impéria v celé jižní Indii. Rozvoj urychlila i výstavba železnic, která město propojila se velkými indickými města Bombaj, Kalkata, Dillí a dalšími. To napomohlo rozvoji obchodu, infrastruktury a obyvatelstva.
Po získání nezávislosti se Madrás stal součástí Indické republiky a hlavním centrem svazového státu Tamilnádu. Dne 17. června 1996 bylo město přejmenováno z Madrás na Čennaí. Důvodem bylo to, že název Madrás by připomínal koloniální období a název Čennaí tak zní více indicky[zdroj⁠?!] a hinduisticky[zdroj⁠?!].

## Obyvatelstvo a náboženství
Podle sčítáni lidu z roku 2011 zde žilo 4 646 732 obyvatel, z nichž většina byli Indové. Z mnoha místních etnik převažovali Tamilové, dále Telugové, Marwáríové či Pársové. V regionu se používají primárně jazyky tamilština a hindština, na úřední a obchodní úrovni také angličtina.
Náboženství bylo v roce 2011 rozloženo takto:
- 80,7 % hinduismus
- 9,5 % islám
- 7,7 % křesťanství
- 1,1 % džinismus
- 0,1 % sikhismus
- 0,1 % buddhismus
- < 0,1 % ostatní

## Známé osobnosti
Narodili se zde indičtí závodníci Formule 1 – Narain Karthikeyan a Karun Chandhok. Vyrostl zde Višvanáthan Ánand, v klasické posloupnosti patnáctý mistr světa v šachu. Narodili se zde také profesionální tenisté Ramkumar Ramanathan a Prajnesh Gunneswaran.

## Partnerská města
- Čchung-čching, Čína (2015)
- Denver, Spojené státy americké (1984)
- Kuala Lumpur, Malajsie (2010)
- San Antonio, Spojené státy americké (2008)
- Ulsan, Jižní Korea (2016)
- Volgograd, Rusko (1966)